# Bahram Vallis
Bahram Vallis ist ein altes Flusstal im Lunae Palus-Quadranten auf dem Mars, der 270 km lang ist und einst über die Marsoberfläche strömte. Es liegt zwischen dem Vedra Vallis und dem Kasei Valles.